# Фалкон и Зимски Војник
Фалкон и Зимски Војник (енгл. The Falcon and the Winter Soldier) је америчка веб мини-серија, креирана за Дизни+, заснована према истоименом Марвеловим јунацима Сему Вилсону / Фалкону и Бакију Барнсу / Зимском Војнику. Смештена је у Марвелов филмски универзум и дели континуитет са филмовима овог серијала. Догађаји у серији су смештени након радње филма Осветници: Крај игре из 2019. године. Продукцију серије је радио Марвел студио, са Малколмом Спелменом као писцем, док је Кери Скогленд била задужена за режију.
Ентони Маки и Себастијан Стен репризирају своје улоге из филмова, као Фалкон и Зимски Војник. У осталим улогама су Данијел Брил, Емили Ванкамп и Вајат Расел. До септембра 2018. године, Марвел студио је најавио бројне серије за Дизни+, чије се радње одвијају око споредних ликова из филмског серијала, док је Спелмен унајмљен да напише једну о Фалкону и Зимском војнику у октобру исте године. Серија је званично потврђена у априлу 2019. године, када је потврђено да ће у главним улогама бити Маки и Стен. Снимање је почело у октобру исте године у Атланти, а почетком марта 2020. се преселило у Чешку, након чега је продукција прекинута због пандемије вируса корона, али је настављена у септембру и завршена у октобру исте године.
Серија је премијерно емитована од 19. марта до 23. априла 2021. године и састоји се од шест епизода. Филм Капетан Америка: Врли нови свет (2025) представља наставак серије.

## Радња
Сем Вилсон и Баки Барнс суочавају се са последицама из филма Осветници: Крај игре (2019), у којем је Вилсону предат штит Капетана Америке.

## Улоге
| Глумац             | Улога                                         |
| ------------------ | --------------------------------------------- |
| Ентони Маки        | Сем Вилсон / Фалкон / Капетан Америка         |
| Себастијан Стен    | Џејмс „Баки” Барнс / Зимски Војник / Бели Вук |
| Вајат Расел        | Џон Вокер / Капетан Америка / Амерички Агент  |
| Ерин Келиман       | Карли Моргенто                                |
| Дени Рамирез       | Хоакин Торес                                  |
| Жорж Сент-Пјер     | Жорж Батрок                                   |
| Адеперо Одује      | Сара Вилсон                                   |
| Данијел Брил       | Хелмут Зимо                                   |
| Емили Ванкамп      | Шерон Картер                                  |
| Дон Чидл           | Џејмс „Роуди” Роудс / Ратна Машина            |
| Џулија Луј Драјфус | Валентина Алегра де Фонтејн                   |

## Епизоде
| Бр. еп. | Наслов                  | Редитељ       | Сценариста                    | Премијера       |
| ------- | ----------------------- | ------------- | ----------------------------- | --------------- |
| 1       | Нови светски поредак    | Кери Скогленд | Малколм Спелмен               | 19. март 2021.  |
| 2       | Човек искићен звездама  | Кери Скогленд | Мајкл Кастелејн               | 26. март 2021.  |
| 3       | Power Broker            | Кери Скогленд | Дерек Колстад                 | 2. април 2021.  |
| 4       | Цео свет гледа          | Кери Скогленд | Дерек Колстад                 | 9. април 2021.  |
| 5       | Истина                  | Кери Скогленд | Далан Масон                   | 16. април 2021. |
| 6       | Један свет, један народ | Кери Скогленд | Малколм Спелмен и Џозеф Сојер | 23. април 2021. |

## Продукција

### Развој
До септембра 2018. године, Марвел студио је најавио неколико серија за сервис Дизни+, чије се радње одвијају око споредних ликова из филмова Марвеловог филмског универзума, који нису имали сопствене филмове. Глумци који су тумачили ове ликове у филмовима, очекивани су да репризирају своје улоге и у серијама. Било је очекивано је да ће серија имати шест до осам епизода. Продукцију серије радио је Марвел студио уместо Марвел телевизије, која је радила продукцију за остале серије у франшизи.
Малколм Спелмен је унајмљен да напише сценарио за ову серију у октобру 2018. године. Ентони Маки и Себастијан Стен су обојица још раније изразили жељу да учествују у самосталном филму, а Стен је упоредио ову потенцијалну идеју са пријатељским комедијама као што су Поноћна трка (1988) и 48 сати (1982). Марвел и Дизни су званично најавили серију у априлу 2019. године, са насловом Фалкон и Зимски војник. Следећег месеца потврђено је да ће серија имати шест епизода и Кери Скогленд је запослена за режију. Буџет сваке епизоде је износио 25 милиона долара.

### Кастинг
Са званичном најавом серије у априлу 2019. године, потврђено је да ће Маки и Стен репризирати своје улоге као Вилсон и Барнс и у овој серију. Следећег месеца Данијел Брил и Емили Ванкамп су ушли у преговоре око репризирања својих улога као Хелмут Зимо и Шерон Картер. Брил је потврђен за серију у јулу 2019. године, док је Ванкампова потврђена месец дана касније, када је најављено да ће Вајат Расел у овој серији тумачити улогу Џона Вокера. Фотографије са снимања у новембру 2019. су откриле да ће се и Адеперо Одује појавити у серији, а месец дана касније најављено је да ће се у серији појавити Дезмонд Чијам и Мики Ишикава.

### Снимање
Снимање је почело 31. октобра 2019. године у Атланти, са Скоглендовом као режисером. Серија је снимана под радним називом Означени тим. Маки и Стен су најавили да су почели са снимањем 4. новембра исте године. Почетком марта 2020, снимање се преселило у Чешку, након чега је продукција прекинута због пандемије вируса корона, али је настављена у Атланти у септембру и завршена је у Чешкој у октобру исте године.